# Крал Уилям (остров)

Крал Уилям или Кинг Уилям (на английски: King William Island, на ескимоски – Кикерктак) е 15-ият по големина остров на Канада. Площта на острова е 13 111 km², като с тази територия той е 13-и по големина в Канадския арктичен архипелаг и 61-ви в света. Административно е в състава на територия Нунавут.
Островът се намира в южната част на архипелага, като на североизток и югоизток протоците Джеймс Рос и Рей го отделят от п-ов Бутия. На юг тесният едва 3,5 km проток Симпсън го отделя от п-ов Аделейд, а на северозапад широкият (76 km) проток Виктория – от остров Виктория. Югозападните брегове на Кинг Уилям се мият от водите на залива Куийн Мод. Дължината на острова от север на юг е 155 km, а от запад на изток – 120 km.
Бреговата линия с дължина 1289 km е силно разчленена, като по-големите заливи са: Колинсън и Еребус по северозападното, Тирър и Вашингтон на югозападното, Шватка на югоизточното и Пийл на източното крайбрежие.
Кинг Уилям е изграден главно от варовикови скали. Релефът му е равнинен, като най-високата му точка, връх Маунт Матисън (137 m н.в.) се намира в най-източния край на острова, на п-ов Гибсън. Равнинният терен на острова е осеян със стотици малки езера, свързани помежду си в къси реки.
На острова живеят 1324 жители (2016 г.) в само едно населено място – Йоа Хейвън (Gjoa Haven, 68°38′ с. ш. 95°53′ з. д. / 68.633333° с. ш. 95.883333° з. д.), на югоизточното крайбрежие.
През 1830 г. експедицията на Джон Рос, с участието на племенника му Джеймс Кларк Рос откриват протока Джеймс Рос (69°40′ с. ш. 96°30′ з. д. / 69.666667° с. ш. 96.5° з. д. и на югозапад от него североизточното крайбрежие остров Кинг Уилям и Северния магнитен полюс (70°05′17″ с. ш. 96°46′45″ з. д. / 70.088056° с. ш. 96.779167° з. д.), намиращ се по това време на острова. Джон Рос назовава новооткрития остров Кинг Уилям, в чест на тогавашния крал на Обединеното кралство Уилям IV.
През 1834 г. Джордж Бак открива югоизточното крайбрежие на острова.
Експедицията на Питър Уорън Диз и Томас Симпсън през 1839 г. открива протока Симпсън (97° 40‘ з.д., отделящ п-ов Аделаида от Кинг Уилям) и изследва около 100 km от южния бряг на острова.
В периода 1846 – 1848 г. трагично завършилата експедиция, ръководена от Джон Франклин и Франсис Крозиър, открива и изследва цялото северозападно и югозападно крайбрежие на острова, където намират смъртта си повечето от участниците в нея.
През 1878 – 1880 г. Фредерик Шватка извършва последната експедиция за търсене на останките от Джон Франклин и неговия екипаж, в резултат на което извършва детайлни топографско-картировъчни дейности на острова.
През 1903 – 1905 г. Руал Амундсен извършва първото плаване през Северозападния проход от изток на запад с три зимувания. Първите две зими корабът „Йоа“ прекарва в плен на ледовете в залива Йоа Хейвън, откъдето Амундсен и неговите спътници извършват нови детайлни открития и топографски картирания на все още неточното източно и североизточно крайбрежие на острова.